# 3425 Hurukawa
A 3425 Hurukawa (ideiglenes jelöléssel 1929 BD) a Naprendszer kisbolygóövében található aszteroida. Karl Wilhelm Reinmuth fedezte fel 1929. január 29-én.